# وترمه پایین
وترمه پایین (به لاتین: Watarmah-ye Pa'in) یک منطقهٔ مسکونی در افغانستان است که در ولایت دایکندی واقع شده‌است.